# Hore Mayanga
Pour les articles homonymes, voir Hore.
Hore Mayanga est un village de la commune de Martap située dans la Région de l'Adamaoua et le département de la Vina au Cameroun.

## Localisation et population
Le village Hore Mayanga se situe au nord-est de la commune de Martap.  Il est entouré du village Bagarmi  à l'ouest et le village Hore-Bini au sud. 
Lors du recensement de 2005, Hore Mayanga comptait 93 personnes dont 48 de sexe masculin et 45 de sexe féminin. Cependant le  Plan communal de développement (PCD) de la commune de Martap réalisé en 2015 a dénombré 600 habitants, dont 280 de sexe masculin et 320 de sexe féminin.

## Climat
La commune de Martap se caractérise par un climat tropical. On note une légère variation de température tout au long de l'année, 22,0 °C en juillet et 24,5 en mars. Cependant, la variation des précipitations atteint les 272 mm entre 274 mm au mois d'août et seulement 2 mm en décembre et en janvier.

## Projets sociaux et économiques
Le Plan communal de développement de 2015 a mis en place plusieurs projets pour améliorer les conditions de vie des habitants. Ces projets visent le développement au niveau de l'infrastructure, l'agriculture, l'industrie animale, l'éducation, la santé publique et d'autres secteurs. Ces projets impliquaient tous les villages de la commune de Martap, et notamment Hore Mayanga.

### Projets sociaux
Il y avait 5 projets prioritaires dont le coût estimatif total de 63 050 000 Francs CFA. On a planifié, dans l'ordre de priorité, la construction d'un bâtiment de deux salles de classe équipées à l'école publique de Horé Mayanga, la réalisation d'un forage à motricité humaine, l'étude de faisabilité pour le reprofilage de la route Tchabal - Horé Mayanga, la construction et l'équipement d'un centre d'alphabétisation fonctionnel et la dotation en semences améliorées.

### Projets économiques
Sur le plan économique, on s'est focalisé sur l'agriculture. En effet, on a programmé la dotation aux agriculteurs du village d'un attelage complet(charrue et bœuf) et la dotation du village en moulin. La réalisation de ces deux projets devrait atteindre les 3 000 000 Francs CFA.